# Fuochi di San Martino
I Fuochi di san Martino rientrano tra le numerose iniziative di Predazzo che fanno riferimento alla plurisecolare storia della Regola Feudale. 

## Storia
Vengono celebrati l’11 novembre, data che corrispondeva un tempo alla conclusione dei lavori agricoli ed alla distribuzione delle regalìe (le quote derivanti dagli utili realizzati durante l’ultimo anno) da parte della Regola Feudale. Nel passato erano una risorsa straordinariamente importante per la maggior parte delle famiglie dei Vicini. Questi ultimi si succedono solo per via maschile, nel rispetto di una tradizione secolare, e hanno in comune il godimento di diritti legati all'intero territorio della Regola per quanto riguarda il patrimonio agricolo, forestale e legato all'allevamento..

## Svolgimento della celebrazione
Vengono accesi cinque grandi falò sui fianchi delle montagne intorno a Predazzo. Le cinque cataste (le ase), vengono costruite dai giovani dei cinque rioni antichi, ovvero quelli di Is-cia, Somaìla, Pé de Pardàc, Molìn e Bìra. Vengono utilizzati rami, alberi (abeti, larici, pini e altri) ed è un motivo di orgoglio per il singolo rione quando si riesce a far salire le fiamme più in alto rispetto a tutti gli altri. La costruzione della catasta quindi si cerca di mantenerla segreta in modo da poter sorprendere i concorrenti e rivelarne la grandezza solo nel giorno di San Martino. Alle ore 20.00 dell'11 novembre i ragazzi, anticamente provvisti di scope, si recano nelle rispettive diverse località e accendono un fuoco che poi trasferiscono alle asse e alle scope. 
Anticamente i ragazzi iniziavano quindi la lenta discesa verso il paese con le scope accese che agitavano facendole roteare in modo circolare. Queste venivano successivamente spente nelle prime fontane dell’abitato. La discesa delle scope costituiva la seconda parte della festa tradizionale, che al giorno d'oggi non è più in uso, non più soltanto visiva ma molto rumorosa e allegra, perché i ragazzi scendono scuotendo antichi grossi campanacci da vacca e percuotendo bidoni e qualsiasi altro oggetto adatto a produrre rumore. Si usano poi anche strumenti musicali come corni di caprone. Il tutto si svolgeva sotto l’occhio vigile e severo degli anziani, accompagnando l’intera manifestazione con il canto di un ritornello:

## La festa in tempi moderni
La festa è rimasta tra le più sentite e partecipate. Arrivano a Predazzo migliaia di persone dalle valli di Fiemme e di Fassa (oltre a molti turisti) per assistere all'esplosione dei grandi fuochi, preparati dai rappresentanti dei cinque rioni. Successivamente, mentre i fuochi iniziano a spegnersi, si partecipa all'assordante corteo per le vie del paese. Infine arriva il gran finale in piazza Santi Filippo e Giacomo di fronte alla chiesa dei Santi Filippo e Giacomo, gremita di spettatori che qui si raccolgono per l’ultimo atto, il concerto conclusivo, degustando le castagne, il vin brulé e le altre bevande distribuite dai volontari, assieme ad alcuni prodotti tipici preparati per l’occasione.